# Malå kommun
Malå kommun er en kommune i Västerbottens län i Lappland i Sverige. Malå kommun grænser til nabokommunerne Sorsele, Lycksele, Norsjö og Arvidsjaur, den sidste i Norrbottens län. Kommunens administrationscenter ligger i byen Malå.

## Samisk sprog
Samisk har status som officielt minoritetssprog i kommunen og Malå kommune indgår i forvaltningsområdet for samisk sprog i Sverige.

## Erhvervsliv
Kommunen har store skovområder, og Skovbrug og træindustri er vigtige erhverv, men også rendrift drives her, og Sveriges sydligste skovsameby findes i kommunen.
Malå ligger i et område med Nordeuropas mest interessante mineralfelter for udvinding af guld, zink og kobber, og minedrift er et vigtigt erhverv i kommunen. Sveriges geologiska undersökning har sit mineralinformationskontor i Malå, som blandt andet har et borekernearkiv med 3,5 millioner meter med borekerner fra hele Sverige.

## Byer
Malå kommune har kun en by, Malå med 2.050 indbyggere (2010).

## Mindre bebyggelser i Malå kommune
- Adak
- Aspliden
- Rentjärn
- Rökå

## Eksterne kilder og henvisninger
1. ↑  Folkmängd i riket, län och kommuner 30 september 2012 och befolkningsförändringar 1 juli - 30 september 2012. Statistiska centralbyrån (30. september 2012).
2. ↑  Det svenske Språkrådets hjemmesider, om minoritetsspråk
3. 1 2  Om Malå Arkiveret 1. december 2015 hos  Wayback Machine Fra Malå kommunes hjemmesider

- Officiell hjemmeside for Malå kommune

- Wikimedia Commons har flere filer relateret til Malå kommun

65°11′N 18°44′Ø / 65.183°N 18.733°Ø